# ウルグアイ軍
ウルグアイ軍（ウルグアイぐん、スペイン語: Fuerzas armadas del Uruguayもしくはスペイン語: FF.AA. del Uruguay）は、ウルグアイの軍事組織。
陸軍、海軍、空軍の三軍から構成される。これら三軍は憲法の定めるところにおいて国防大臣を通して大統領の指揮下に置かれる。
陸軍はおよそ14,500人、海軍はおよそ6,000人、空軍はおよそ3,000人からなる。
2003年の2月からウルグアイは2,500人以上の兵員を国際連合（UN）の12の平和維持活動（PKO）の任務に派遣しており、最多数の人員が派遣されているのはコンゴ民主共和国である。

## 組織構成

### 陸軍
陸軍は、約17,000人の兵力で構成され、4つの師団（division）に区分され各地の防衛警備を担当する。15両のT-55 Tiran戦車、17両のM24軽戦車、 22両のM41A1 ウォーカー・ブルドッグ軽戦車、15両のBMP-1 歩兵戦闘車、90両のOT-64、55両のティッセン＝ヘンシェル コンドル、15両のM113A1 APC、15両のEE-9 カスカベル 、16両のEE-3 ジャララカ 装甲車を装備する。
現在はベルギーのFN FALを主力の自動小銃として装備しているが、2007年から2008年のコンテストの結果、オーストリアのステアーAUGに交換されつつある。加えて300丁のロシアのAK-101が既に配備されており、精鋭の空挺部隊やコマンドー部隊および第14落下傘歩兵大隊 （Batalón de Infantería Paracaidista Nro 14）はドイツのH&K G36を独占的に採用すると考えられる。

### 海軍
海軍は、3隻のフリゲートをはじめ、沿海にて活動するに必要な艦艇を揃えている。この他に小規模な海軍航空隊と海兵隊があり、人員規模約1,900人の沿岸警備隊が存在する。

### 空軍
空軍は、3個の航空旅団を基幹に領空警備など通常の軍務の他に、航空管制やTAMUの様な旅客運輸事業も行なう。